# France 5
France 5 er en fransk tv-kanal grundlagt 13. december 1994.

## Eksterne henisniniger
- france5.fr Arkiveret 2. august 2004 hos  Wayback Machine

| Fjernsyn | Spire Denne artikel om en tv-kanal er en spire som bør udbygges. Du er velkommen til at hjælpe Wikipedia ved at udvide den. |